# Radiofrequenztherapie
Unter Radiofrequenztherapien werden Behandlungsmethoden insb. zur Schmerzlinderung bei spezifischen Rückenschmerzen im Bereich der Halswirbelsäule, der Lendenwirbelsäule und des Iliosakralgelenks verstanden. Sie zählen zu den die Nervenleitung blockierenden Methoden.
Unterschieden wird dabei zwischen
- Radiofrequenz-Neurotomie (abgekürzt häufig RFN, Syn.: perkutane Radiofrequenz-Denervation) und
- gepulster Radiofrequenztherapie (pRF oder PRF).

Ziel der Radiofrequenz-Neurotomie ist die thermische Zerstörung (Verödung, Koagulation) des schmerzleitenden Nerven (Neurotomie bzw. Denervierung).
Bei der weniger desktrutiven Variante, der gepulsten Radiofrequenztherapie, wird ein Nerv nur geringfügig erwärmt, jedoch nicht verödet.

## Indikation/Anwendung
Angewendet werden beide Therapieformen z. B. bei Arthrose sowie bei rheumatischen Erkrankungen, Osteoporose, Skoliose oder auch Muskel-Sehnen-Erkrankungen.
Die gepulste Radiofrequenztherapie wird darüber hinaus auch bei Krampfadern, Hämorrhoiden und in der kosmetischen Chirurgie, beispielsweise zur Hautstraffung, eingesetzt.
Im Folgenden werden nur die Anwendungen an der Wirbelsäule betrachtet.

## Ablauf
Da es nicht einfach ist, zu diagnostizieren, ob ein Schmerz von den Wirbelbogengelenken (bzw. dem Iliosakralgelenk) ausgeht, wird vor einer Radiofrequenztherapie in der Regel eine periradikuläre Therapie („Testblockade“) durchgeführt, also eine diagnostische Umspritzung des verdächtigten Nervs durch gezielte Injektionen eines Lokalanästhetikums.
Ferner kommt eine Radiofrequenztherapie zum Einsatz, wenn eine Kortisoninfiltration nicht mehr den (vorher vorhandenen) Erfolg erzielt.
Bei der RF-Neurotomie wird mithilfe eines Computertomografen (bildgebende Überwachung) eine Nadel oder Sonde an die zu behandelnden Nerven herangeführt. Über Radiowellen (250 kHz bis 1 MHz) wird Wärme erzeugt (75–90 °C über 60–90 Sekunden), die zu den Nerven strömt und dadurch die schmerzleitenden Nervenbahnen unterbricht. Die Behandlung erfolgt in der Regel ambulant und unter lokaler Anästhesie, d. h., eine Narkose ist nicht nötig.
Bei der gepulsten Radiofrequenztherapie werden Radiowellen mit einer Basisfrequenz von ca. 500 kHz angewendet, allerdings nicht kontinuierlich, sondern nur in sehr kurzen Phasen von wenigen Millisekunden (mit einer „Burst“-Frequenz von 2–4 Hz und einer „Burst“-Dauer von 10–20 ms). Das Gewebe wird hierbei auf maximal 42 °C erwärmt, sodass es nicht zerstört wird. Durch diese Methode wird eine selektive Modulation der Schmerzfasern erreicht, „wahrscheinlich auf Basis ultrastruktureller Veränderungen der Zellmebranen“.

## Wirksamkeit
Die Therapie heilt nicht die Ursache der Schmerzen, sondern unterdrückt lediglich die Schmerzübertragung, aber kann somit die Notwendigkeit einer operativen Nukleotomie hinauszögern bzw. verhindern oder nach Operationen, die keine gewünschte Wirkung erzielten, als alternative Methode angewendet werden.
Bei der RF-Neurotomie wurden in Studien von 2001 bis 2003 bei 36 % der Patienten Schmerzreduktionen von mindestens 50 % über mindestens 6 Monate erreicht, die generelle Ansprechrate ist eher niedrig. Langzeitergebnisse fehlen bislang (Stand: 2008). Als Komplikationen bei der RF-Neurotomie sind Infektionen, Hämatome, Verbrennungen oder Beschädigungen umliegender Nervenstrukturen bekannt.
Die Wirksamkeit der gepulsten Radiofrequenztherapie wird als „gut bis moderat“ eingestuft.  Da die Temperatur sehr kurzzeitig auch 42 Grad Celsius übersteigen kann, kann ein vorübergehendes endoneurales Ödem verursacht werden.

## Entwicklung
Die Radiofrequenz-Neurotomie wurde Anfang der 1970er Jahre mit dem Ziel entwickelt, die Nervenversorgung der Facettengelenke der Wirbelsäule zu unterbrechen. Sie war weniger mit unerwünschten Nebenwirkungen behaftet als die kurz vorher (1970) bereits mit identischer Zielsetzung verwendete perkutane Thermokoagulation.
Die Idee der gepulsten Radiofrequenztherapie entstand im Jahr 1993 und wurde 1996 erstmals erfolgreich durchgeführt.